# Championnat de Namibie de football 2019-2020
Navigation
Édition précédente Édition suivante
La saison 2019-2020 du Championnat de Namibie de football devait être la vingt-septième édition de la Premier League, le championnat de première division national namibien. Les équipes engagées sont regroupées au sein d'une poule unique où elles affrontent deux fois leurs adversaires, à domicile et à l'extérieur. En fin de saison, les trois derniers du classement sont relégués et remplacés par les trois meilleurs clubs de deuxième division.

## Déroulement de la saison
Le 10 juillet 2019 sur la demande de la FIFA il n'y a aucune promotion ni relégation lors de la saison 2018-2019.
Par contre la ligue décide de ne pas donner de licence aux derniers de la saison 2018-2019, Civics FC et Orlando Pirates Windhoek. Le Young African FC exclu lors de la saison précédente n'est pas réadmis dans le championnat.
En octobre 2019, la fédération de Namibie de football (NFA) suspend la Premier League pour non respect de l'accord conclu avec la FIFA.
En novembre 2019, le syndicat des joueurs appuie la décision de la NFA et demande à la ligue d'accepter la décision pour démarrer le championnat en février 2020 (initialement le championnat aurait dû débuter en novembre 2019).
En janvier 2020, le sponsor principal, MTC Namibia, annonce son retrait pour la fin de la saison.
Fin janvier 2020, la ligue annonce une compétition sous forme de tournoi avec treize équipes, sans Civics FC, Orlando Pirates Windhoek et Young African FC .
Faute d'accord entre la NFA, la ligue, les clubs et les sponsors la saison est annulée.